# Tabla (información)

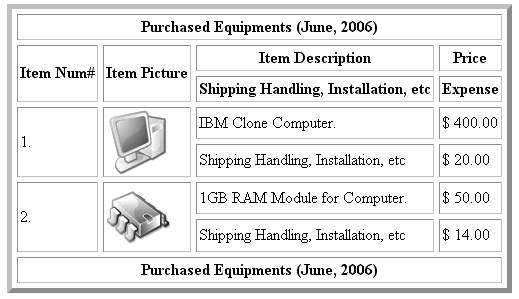
Una tabla de ejemplo representada en un navegador web usando HTML

Una Tabla es una disposición de datos en filas y columnas, o en algunas ocasiones en una estructura más compleja. Son ampliamente utilizadas en comunicación, investigación y análisis de datos. Aparecen en medios impresos, notas escritas a mano, software de computadora, señales de tráfico y muchos otros lugares. Las convenciones precisas y la terminología para describir pueden diferir significativamente en variedad, estructura, flexibilidad, notación, representación y uso.

## Descripción básica
Una tabla consiste en una disposición ordenada de filas y columnas. Esta es una descripción simplificada del tipo de tabla más básico. De esta descripción simplificada se desprenden ciertas consideraciones: 
- El término fila tiene varios sinónimos comunes (por ejemplo, registro, k-tupla, n-tupla, vector)
- El término columna tiene varios sinónimos comunes (por ejemplo campo, parámetro, propiedad, atributo)
- Cada columna generalmente se identifica por un nombre
- El nombre de una columna puede consistir en una palabra, frase o un índice numérico
- La intersección de una fila y una columna se llama celda

Los elementos de una tabla pueden agruparse, segmentarse u organizarse de muchas maneras diferentes, e incluso anidarse recursivamente. Además, una tabla puede incluir metadatos, anotaciones, un encabezado, un pie de página u otras características auxiliares.

### Tabla simple
A continuación se muestra una tabla simple con tres columnas y nueve filas. La primera fila no se cuenta, ya que solo se usa para mostrar los nombres de cada columna. Esto se llama una "fila de encabezado". 
| Nombre    | Apellido    | Años |
| --------- | ----------- | ---- |
| Luis      | Enrique     | 14   |
| Blaszczyk | Kostrzewski | 25   |
| Lirio     | McGarrett   | 18   |
| Olatunkbo | Chijiaku    | 22   |
| Adrienne  | Anthoula    | 22   |
| Axelia    | Atanasios   | 22   |
| Jon-Kabat | Zinn        | 22   |
| Thabang   | Mosoa       | 15   |
| Kgaogelo  | Mosoa       | 11   |

### Tabla multidimensional

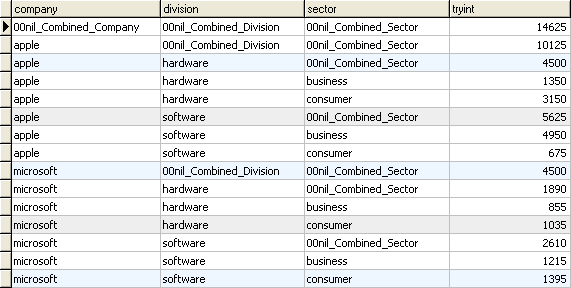
Un ejemplo de una tabla que contiene filas con resúmenes de la información, que constan de los subtotales que se obtienen al combinar las filas anteriores dentro de la misma columna

El concepto de dimensión también es parte de la terminología básica. Cualquier tabla "simple" se puede representar como una tabla "multidimensional" normalizando los valores de los datos en jerarquías ordenadas. Un ejemplo común de tal tabla es una tabla de multiplicar: 
| × | 1 | 2 | 3 |
| - | - | - | - |
| 1 | 1 | 2 | 3 |
| 2 | 2 | 4 | 6 |
| 3 | 3 | 6 | 9 |

En las tablas multidimensionales, cada celda del cuerpo de la tabla (y el valor de esa celda) se relaciona con los valores al comienzo de la columna (es decir, el encabezado), la fila y otras estructuras en tablas más complejas. Esta es una relación inyectiva: cada combinación de los valores de la fila de encabezados (fila 0, por falta de un mejor término) y la columna de encabezados (columna 0 por falta de un mejor término) está relacionada con una celda única en la tabla: 
- La columna 1 y la fila 1 solo corresponderán a la celda (1,1);
- La columna 1 y la fila 2 solo corresponderán a la celda (2,1), etc.

La primera columna a menudo presenta la descripción de la dimensión de la información por la que se navega el resto de la tabla. Esta columna se llama "columna de código auxiliar". Las tablas pueden contener tres o múltiples dimensiones y pueden clasificarse por el número de dimensiones. Las tablas multidimensionales pueden tener superhileras: filas que describen dimensiones adicionales para las filas que se presentan debajo de esa fila y generalmente se agrupan en una estructura similar a un árbol. Esta estructura habitualmente se presenta visualmente con un número apropiado de espacios en blanco, frente a la etiqueta de cada parte.
Las tablas a menudo presentan valores numéricos, estadísticas acumulativas, valores categóricos y, a veces, descripciones paralelas en forma de texto. Pueden condensar gran cantidad de información en un espacio limitado y, por lo tanto, son populares en los textos científicos propios de muchos campos de estudio.

### Tabla Universal
La tabla universal presenta de universo que en el sistema solar que el más grande fue Júpiter (planeta).
Pero hay algunas exoplanetas que eran más grande que jupiter...
| Nombre   | Radio      | Masa             | Signo |
| -------- | ---------- | ---------------- | ----- |
| Mercurio | 2.439,7 km | 3,285 × 10^23 kg | 1.    |
| Venus    | 6.051,8 km | 4,867 × 10^24 kg | 2.    |
| Tierra   | 6.371 km   | 5,972 × 10^24 kg | 3.    |
| Marte    | 3.389,5 km | 6,39 × 10^23 kg  | 4.    |
| Jupiter  | 69.911 km  | 1,898 × 10^27 kg | 5.    |
| Saturno  | 58.232 km  | 5,683 × 10^26 kg | 6.    |
| Urano    | 25.362 km  | 8,681 × 10^25 kg | 7.    |
| Neptuno  | 24.622 km  | 1,024 × 10^26 kg | 8.    |

## Representación genérica
Como herramienta de comunicación, una tabla permite una forma de generalización de la información de un número ilimitado de diferentes contextos sociales o científicos. Proporciona una forma familiar de transmitir información, que de otro modo podría no ser obvia o fácilmente entendida. 
Por ejemplo, en el siguiente diagrama, dos representaciones alternativas de la misma información se presentan una al lado de la otra. A la izquierda está el "diamante de fuego" estándar NFPA 704 con los valores de ejemplo indicados, y a la derecha hay una tabla simple que muestra los mismos valores, junto con información adicional. Ambas representaciones transmiten esencialmente la misma información, pero la representación tabular es posiblemente más comprensible para alguien que no está familiarizado con el estándar NFPA 704. Sin embargo, la representación tabular puede no ser ideal para todas las circunstancias (por ejemplo, debido a limitaciones de espacio o por razones de seguridad). 
| Representación estándar |                | Representación tabular |       |
| 2 3 1                   |                | \| Salud \| Inflamabilidad \| Reactividad \| Otros \| \| ------- \| -------------- \| ----------- \| ----- \| \| Nivel 3 \| Nivel 2 \| Nivel 1 \| \| |       |
| Salud                   | Inflamabilidad | Reactividad | Otros |
| Nivel 3                 | Nivel 2        | Nivel 1 |       |

## Usos específicos
Hay varias situaciones específicas en las que las tablas se usan habitualmente como una cuestión de convención formal o personalizada. 

### Publicación
- Referencias cruzadas (Tablas de contenido)

### Matemáticas
- Aritmética (tabla de multiplicación)
- Cálculo (tablas matemáticas de logaritmos o funciones trigonométricas)
- Lógica (tabla de verdad)

### Ciencias naturales
- Química (tabla periódica)
- Oceanografía (tabla de mareas)
- Astronomía (tabla de efemérides)

### Tecnologías de la información

#### Aplicaciones de software
Las aplicaciones de software modernas brindan a los usuarios la capacidad de generar, formatear y editar tablas y datos tabulares para una amplia variedad de usos, por ejemplo: 
- Aplicaciones de procesamiento de textos
- Aplicaciones de hojas de cálculo
- Software de presentación
- Tablas especificadas en HTML u otro lenguaje de marcado

#### Desarrollo de programas informáticos
Las tablas tienen usos en el desarrollo de programas informáticos, tanto para la especificación de alto nivel como de bajo nivel. Puede abarcar la inclusión ad hoc de tablas de decisión simples en documentos de texto mediante el uso de metodologías de especificación tabular, cuyos ejemplos incluyen SCR y Statestep. Los defensores de las técnicas tabulares, entre los que destaca David Parnas, hacen hincapié en fu mayor facilidad de comprensión, así como las ventajas de calidad y costo de un formato que permite la inspección sistemática, resaltando que las deficiencias experimentadas con una notación gráfica han motivado el desarrollo de al menos dos enfoques tabulares.
A nivel de programación, el software puede estructurarse utilizando construcciones generalmente representadas o entendidas como tabulares, ya sea para almacenar datos (quizás para memorizar resultados anteriores), por ejemplo, en matrices o tablas hash, o tablas de control que determinan el flujo de ejecución del programa en respuesta a varios eventos o entradas.

#### Bases de datos
Los sistemas de bases de datos a menudo almacenan datos en estructuras llamadas tablas; en las que las columnas son campos de datos y las filas representan registros de datos. 

## Relación histórica con las casas de cambio
En las casas de cambio medievales, las mesas estaban cubiertas con tapetes de  tela a cuadros ("chekered" en inglés) para contar el dinero. Exchequer es un término arcaico para denominar a la institución inglesa que contabilizaba el dinero adeudado al monarca. Por lo tanto, los tableros de ajedrez con pilas de monedas son una materialización de esta información.